# Puembo
Puembo es una parroquia rural del Distrito Metropolitano de Quito, Ecuador. Está ubicada al este de la provincia de Pichincha.
Puembo goza de un micro clima de temperaturas medias templadas. 
Debe su nombre al héroe indígena y Cacique de Cayambe Nasacota Puento, remontándose su existencia a antes de la conquista española. La vieja capilla, con arquitectura sobria pero original, destaca por su ingreso lateral a la parte principal de la nave y un altar cromado en pan de oro, no muy rico artísticamente pero suficientemente llamativo para una zona carente de otras expresiones culturales.
Durante décadas, Puembo fue un pequeño emplazamiento de contadas casas en torno a la plaza, con la iglesia y el cementerio aledaños, caracterizada por grandes haciendas en los alrededores, que se destacaban por su abundante producción y la pertenencia a algunas de las ricas familias quiteñas. Posteriormente los grandes latifundios dieron lugar a desmembramientos y divisiones, que sin embargo conservaron extensiones de consideración, que se ramificaron en propiedades vecinales aún relativamente grandes, destinadas en algunos casos a quintas vacacionales o de fin de semana de una clase profesional y media alta que empezaba a irrumpir y tomar fuerza en el Ecuador petrolero de inicios de los años setenta. 
Esta tendencia se vería revertida en pocos años con el desbordamiento residencial de Quito, que a falta de planificación y buen aprovechamiento de terrenos al interior de la urbe, se ha desplazado a los valles aledaños, entre los cuales es esta comarca de Puembo. Además del pequeño pueblo, Puembo alberga algunas agroindustrias y clubes sociales y deportivos.
Actualmente esta bajo una época separatista, junto con Tumbaco, Cumbayá, Nayón, Pifo, Tababela, Yaruqui, El Quinche y Checa, para formar el Cantón Ilaló

## Barrios de Puembo

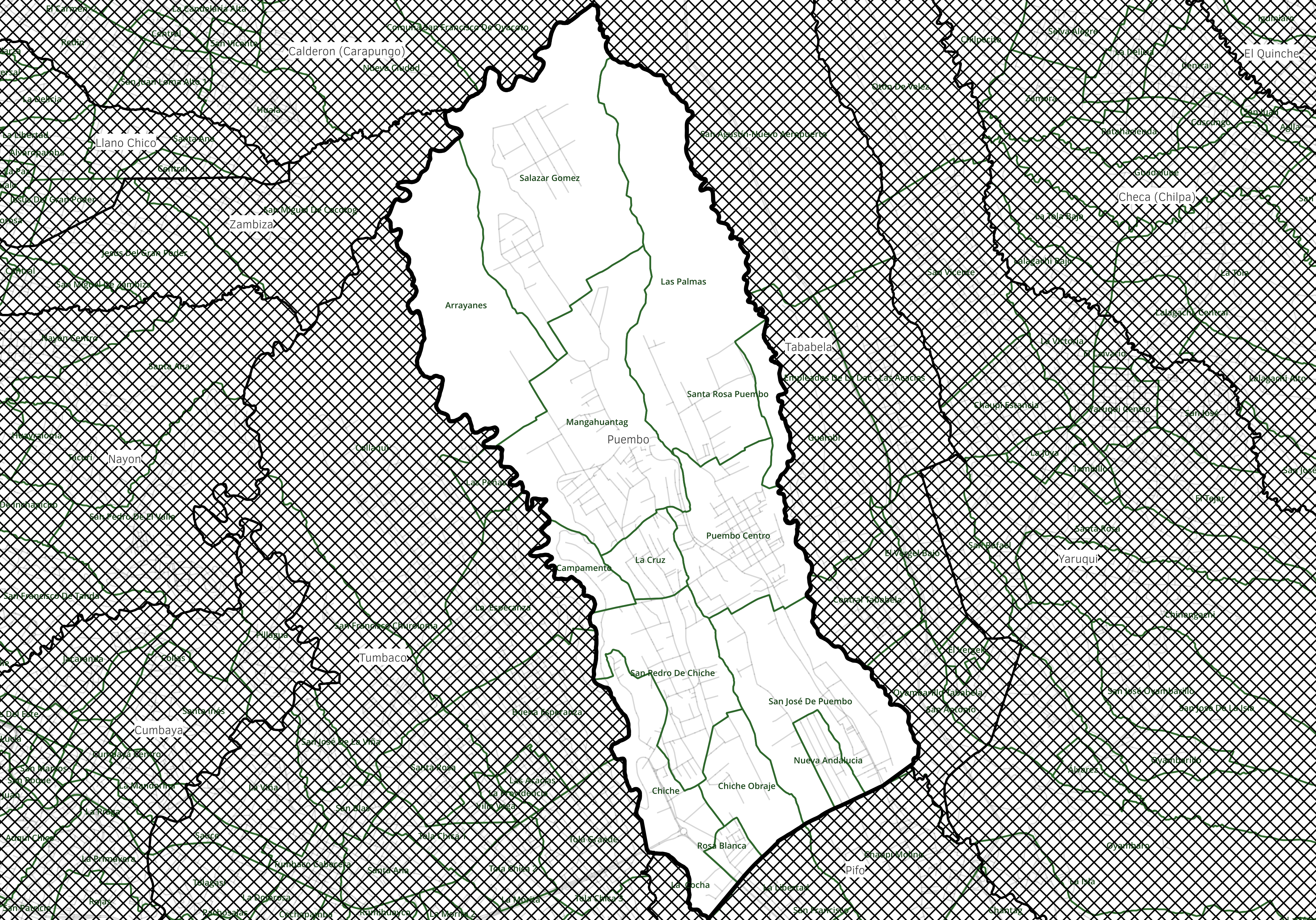
División Política de Puembo

- Arrayanes
- Salazar Gómez
- División Política de PuemboMangahuántag
- Las Palmas
- Campamento
- La Cruz
- Puembo Centro
- Santa Rosa Puembo
- San Pedro del Chiche
- San José de Puembo
- Chiche
- Chiche Obraje
- Rosa Blanca
- Nueva Andalucía